# 메이세이촌
메이세이촌(일본어: 明盛村)은 일본 나가노현 미나미아즈미군에 설치되었던 촌이다. 현재의 아즈미노시에 해당한다.

## 역사
- 1889년 4월 1일 - 정촌제 시행에 의해 미나미아이즈군 메세이촌 단독으로 자치체를 형성하였다.
- 1954년 6월 1일 - 유타카촌, 오구라촌과 합병해 미사토촌이 성립하여, 동일 메이세이촌은 폐지되었다.

## 참고문헌
- 角川日本地名大辞典 20 長野県